# Span!
span!（すぱん） は、吉本興業（大阪本部）所属のお笑いコンビ。2004年2月結成。キャッチフレーズは「薄毛肩幅お化けと貯蓄パパ」。大阪府住みます芸人、大阪府堺市美原区美原もん大使。

## メンバー
水本 健一（みずもと けんいち、1979年4月26日（46歳） - ）
ツッコミ・ネタ作り担当。
大阪府八尾市出身。身長178cm、体重80kg。血液型A型。6歳上の姉がいる。
八尾市立曙川中学校、大阪府立山本高校を経て桃山学院大学中退。中学時代はバスケットボールへ熱中する少年であったが、授業中に先生を笑わせて進行妨害するなどお笑いの素質はあった。学生時代には進学塾で講師を務めた。
一見すると強面だが、非常に礼儀正しくイジられ役になる場合が多い。特に売れている先輩に対しては尋常でないほどの礼儀正しさを発揮する。漫才が終わる頃には汗だくと化していることが多く、ヨシモト∞ではあらかじめタオルを持参していた。
「みっずん」と呼ばれる機会も多い。
アルパカが好き。
喫煙者。
いわゆる下戸で、飲みに行ってもコーラかカシス・オレンジしか飲まない。
プライベートでは井上裕介（NON STYLE）と仲が良く、井上が率いる「I company」の一員。また、八木真澄（サバンナ）率いる八木軍団にも所属している｡
28歳の誕生日にはその風貌から「似合いそう」との理由で、ファンから拳銃を模ったライターがプレゼントされた（『よしもとサンサンTV』2007年6月1日収録分、前説にて）。
大きな肩幅を持ち「肩お化け」と呼ばれることもあり、『よしもとサンサンTV』では「肩幅がきも〜い」と書かれた観客によるアンケートを高橋茂雄（サバンナ）に読まれた。また、極度のあがり症。
コピー機に免許証を忘れるという鉄板エピソードを持つ。
2021年3月14日放送『やすとものどこいこ!?』出演の際、ダンス・インストラクターをしている一般女性と結婚した事を報告した。

マコト（本名：清水 誠（しみず まこと）、1980年2月4日（45歳） - ）
ボケ担当。
大阪府出身の寝屋川生まれ、城東区野江育ち。啓光学園中学校・高校、近畿大学卒業。身長164cm、体重45kg。血液型O型。
顔ちぇき!の結果から、エスパー伊東に似ていると本人も自負している。
2人兄妹で、妹がいる。10年ほどの同棲を経て、2012年に結婚。2013年に第1子が生れる。マコト「りんこ（りんちゃん）」、妻「まんぢゅう」、子供「にゃんちゅう」という呼び名がある。
結成以前は相方募集サイトでカズと出会い、コンビ「Gyu-Guts」を組み主にミナミ・梅田・京橋にて路上漫才をしていた。当時は同期の大林健二（現・モンスターエンジン）が組んでいたコンビ（みかんとんがらし）と路上ライブもやっていたこともあった。同じく同期のスマイルとも路上ライブを開催する予定だったが、スマイルの人気が出たため計画は白紙となった。
一見すると小学生と見間違えられる風貌のため、居酒屋へ行った際に身分証明書の有無を確認させられた。
「マコッちゃん」もしくは「マコラス」と呼ばれる機会が多い。相方・水本は「マコ」と呼ぶ。
好きな食べ物はラーメン、好きな漫画はちびまる子ちゃん。ルービックキューブが得意。好きなテレビ番組はNHK『ドキュメント72時間』。
高校時代からコンタクトレンズ着用。
baseよしもと芸人が選ぶ男前ランキングで3位となった。2009年、吉本男前ランキング46位。
石田明（NON STYLE）が率いる軍団・石田介護施設に所属している。
ファンからのプレゼントであれば真冬でもTシャツを着る。
本名がタイタン所属の清水誠（キュウ）と同姓同名で、近畿大学卒業という共通点もある。

## 概要
- 結成以前の水本はコンビ「フーリッシュボム」、マコトは相方募集サイトで出会った谷本和之（カズ）と出会い、コンビ「Gyu-Guts」として路上漫才をしていたが、マコトが水本を誘って結成した。当初のマコトは「限定的なユニットで構わないのでコンビを組みませんか?」と誘ったが、「それなら正式なコンビにしよう」という水本の提案で現在に至る。
- 現在の出囃子はKen Yokoyamaの「Ten Years from Now」。以前はDA PUMP「Crazy Beat Goes On!」を使用していた。
- 2009年7月よりワラbに出演していたが、後にオーディションTryメンバーに降格。
- 2012年4月2日より、2代目大阪府住みます芸人に就任。
- マコトが折り紙講師の資格を取得したのを機に、水本が「折り紙マン」というキャラクターに扮した折り紙ワークショップを多く開催している。

## 賞レースでの戦績

### M-1グランプリ
| 年度   | 成績         | 会場                 | 日時           | 備考         |
| ------ | ------------ | -------------------- | -------------- | ------------ |
| 2004年 | 3回戦進出    | NGKスタジオ          | 2004年11月13日 |              |
| 2005年 | 3回戦進出    | NGKスタジオ          | 2005年11月27日 |              |
| 2006年 | 3回戦進出    | ABCホール            | 2006年11月18日 |              |
| 2007年 | 準決勝進出   | なんばグランド花月   | 2007年12月9日  |              |
| 2008年 | 3回戦進出    | ヴィアーレホール     | 2008年11月29日 |              |
| 2009年 | 3回戦進出    | 京橋花月             | 2009年11月30日 |              |
| 2010年 | 3回戦進出    | 京橋花月             | 2010年11月19日 |              |
| 2015年 | 3回戦進出    | よしもと祇園花月     | 2015年10月28日 | 予選25位     |
| 2016年 | 3回戦進出    | よしもと祇園花月     | 2016年10月20日 |              |
| 2017年 | 準々決勝進出 | メルパルクホール大阪 | 2017年11月2日  |              |
| 2018年 | 3回戦進出    | よしもと祇園花月     | 2018年10月23日 |              |
| 2019年 | 3回戦進出    | よしもと漫才劇場     | 2019年10月28日 | ラストイヤー |

### その他
- 2005年 第6回 笑わん会 優秀賞
- 2008年 NHK新人演芸大賞 決勝進出
- 2009年 第39回 NHK上方漫才コンテスト 決勝進出
- 2009年 第7回 MBS新世代漫才アワード 優勝
- 2009年 第30回 ABCお笑い新人グランプリ 新人賞
- 2010年 第40回 NHK上方漫才コンテスト 準決勝進出（予選1位）

## 出演

### テレビ
- ゲンセキ（TBS、2005年7月7日）
- 爆笑オンエアバトル（NHK総合） 戦績3勝3敗 最高453KB
- オンバト+（NHK総合） 戦績3勝0敗　最高493KB ｰ 第2回チャンピオン大会 1回戦敗退
- 吉本☆ぐいピコ!（サンテレビ）
- 麒麟の部屋（毎日放送）ｰ キャッチフレーズは「怪しいサラリーマンとその息子」
- 爆笑ピンクカーペット（フジテレビ、2007年4月30日） - キャッチコピーは「ナニワのバカヤロー」
- 爆笑レッドカーペット（フジテレビ） - キャッチコピーは「ナニワのバカヤロー」→「はじけるデコボコ」
- もっともっと関西2!（NHK大阪総合、2007年11月2008年3月）
- よしもとサンサンTV（サンテレビ）ｰ 前説を担当
  - 水本のみ「八木ちゃんのガラの悪い友達」や「大きい人」として本編にも出演（しかし8月18日放送で初出演する）
- 初笑い浪花の陣Ⅰ 新春!オールよしもと　初笑いスペシャル〜漫才ヒットパレード&開運!ふんどしコメディ〜2008（2008年1月2日）ｰ 前説を担当
- なにわ人情コメディ 横丁へよ〜こちょ!（ABCテレビ、2008年3月9日初出演）前説担当
- 鉄筋base（関西テレビ） -  Season1のみ
- せやねん!（毎日放送） - 「トミーズのタイムカプセル」を探す企画で登場。
- ロケみつ ロケ×ロケ×ロケ（毎日放送、2008年10月9日 - 2009年4月30日）ｰ マコトのみ「span!・マコトの目指せ!セ・界制覇!ホームランブログ旅」 のコーナー担当。
- 炎上base（関西テレビ、2009年7月 - 2009年10月）
- 銀シャリのbaseベイベー（GAORA）
- 大阪発疾走ステージ WEST WIND（NHK大阪、2007年10月28日）
- おしゃべりspan!銃（毎日放送、2010年1月10日）- 初冠番組
- 上方演芸ホール（NHK大阪）
- ちちんぷいぷい（毎日放送、2010年2月3日、2月10日） - 「すみびぃき団」コーナーに出演。
- 枠アリ!（毎日放送、2010年9月12日）
- ココらぼ → ココらぼR（J:COM、2009年7月 - 2022年5月）
  - コンビのキャリアとして長年続いてた調査番組。「ココらぼ」時代は2016年3月まで週1回月曜更新。同年4月から「ココらぼR」にタイトル変更になってからは2021年7月まで月2回更新だったが、同年8月から最終回まで月1回更新だった。

### ラジオ
- オンスト（YES-fm）月曜日
- 丑バラ（MBSラジオ、2008年7月12日）
- span3世（KBS京都ラジオ）
- Radiomax（FM滋賀）ｰ 準レギュラーとしてファミリーレストランの代役で登場。
- e-joy（FM滋賀）水曜日
- span!水本の凱旋ラジオfeat.マコト（FMちゃお）金曜日

## 雑誌
- お笑いポポロ 2008年2月号
- お笑いTVLIFE Vol.1・5
- 日刊スポーツ西日本最終面（テレビ面）「お笑い7Days」（2009年8月から12月　銀シャリと隔週）

## 単独ライブ
- 2006年
  - 8月1日 - 「美男と野獣」（baseよしもと/大阪）
- 2007年
  - 1月22日 - 「美男も野獣」（baseよしもと/大阪）
  - 7月28日 - 「美男と野獣」（baseよしもと/大阪）
  - 9月3日 - ユニットライブ「Happy Night」※スマイルとのライブ（baseよしもと/大阪）
- 2009年
  - 7月31日 - 「美男と野獣」（baseよしもと/大阪）
  - 8月29日 - 「span!talk!」（baseよしもと/大阪）
  - 10月23日 - 「美男と野獣DX」（baseよしもと/大阪）
- 2010年
  - 1月29日 - 「美男と野獣」（baseよしもと/大阪）
  - 7月19日 - 「span!トーク」（baseよしもと/大阪）
  - 8月6日 - 「美男と野獣」（新宿シアターモリエール/東京）
- 2012年
  - 9月21日 - 「美男と野獣」（5upよしもと/大阪）
  - 12月29日 - 「美男と野獣」（5upよしもと/大阪）
- 2013年
  - 4月26日 - 「美男と野獣〜野獣が生まれた日」（5upよしもと/大阪）
  - 8月30日 - 「美男と野獣～ネタ～」「美男と野獣～トーク～」（道頓堀ZAZA HOUSE/大阪）
- 2014年 - 結成10周年を記念し毎月単独ライブを開催。
  - 3月23日 - 「美男と野獣〜10th anniversary〜」（道頓堀ZAZA HOUSE/大阪）
  - 4月25日 - 「美男と野獣〜10th anniversary〜」（道頓堀ZAZA HOUSE/大阪）
  - 5月20日 - 「美男と野獣〜10th anniversary〜」（道頓堀ZAZA HOUSE/大阪）
  - 6月19日 - 「美男と野獣〜10th anniversary〜」（道頓堀ZAZA HOUSE/大阪）
  - 7月30日 - 「美男と野獣〜10th anniversary〜」（道頓堀ZAZA HOUSE/大阪）
  - 8月30日 - 「美男と野獣〜10th anniversary〜」（道頓堀ZAZA HOUSE/大阪）
  - 9月30日 - 「美男と野獣〜10th anniversary〜」（道頓堀ZAZA HOUSE/大阪）
  - 11月22日 - 水本トークライブ「この前ね～」（道頓堀ZAZA POCKET’S/大阪）
  - 10月29日 - 「美男と野獣〜10th anniversary〜」（道頓堀ZAZA HOUSE/大阪）
  - 11月25日 - 「美男と野獣〜10th anniversary〜」（道頓堀ZAZA HOUSE/大阪）
  - 12月26日 - 「美男と野獣〜10th anniversary〜」（道頓堀ZAZA HOUSE/大阪）
- 2015年
  - 1月30日 - 「美男と野獣〜10th anniversary〜」（道頓堀ZAZA HOUSE/大阪）
  - 3月31日 - 水本トークライブ「この前ね～ vol.2」（道頓堀ZAZA POCKET’S/大阪）
  - 6月5日 - 「美男と野獣」（道頓堀ZAZA HOUSE/大阪）
- 2016年
  - 4月7日 - 「美男と野獣〜こんなspan!見たことない〜」（大丸心斎橋劇場/大阪）
  - 4月14日 - 水本トークライブ「この前ね～」（道頓堀ZAZA POCKET’S/大阪）
  - 8月20日 - 「美男と野獣〜夏の終わりにもうひと騒ぎ〜ネタ騒ぎ」「美男と野獣〜夏の終わりにもうひと騒ぎ〜トーク騒ぎ」（道頓堀ZAZA HOUSE/大阪）
- 2017年
  - 4月30日 - 「美男と野獣」（道頓堀ZAZA HOUSE/大阪）
- 2018年
  - 2月11日 - 「美男と野獣」（道頓堀ZAZA HOUSE/大阪）
  - 8月25日 - 「美男と野獣」（道頓堀ZAZA HOUSE/大阪）